# パオ森林僧院

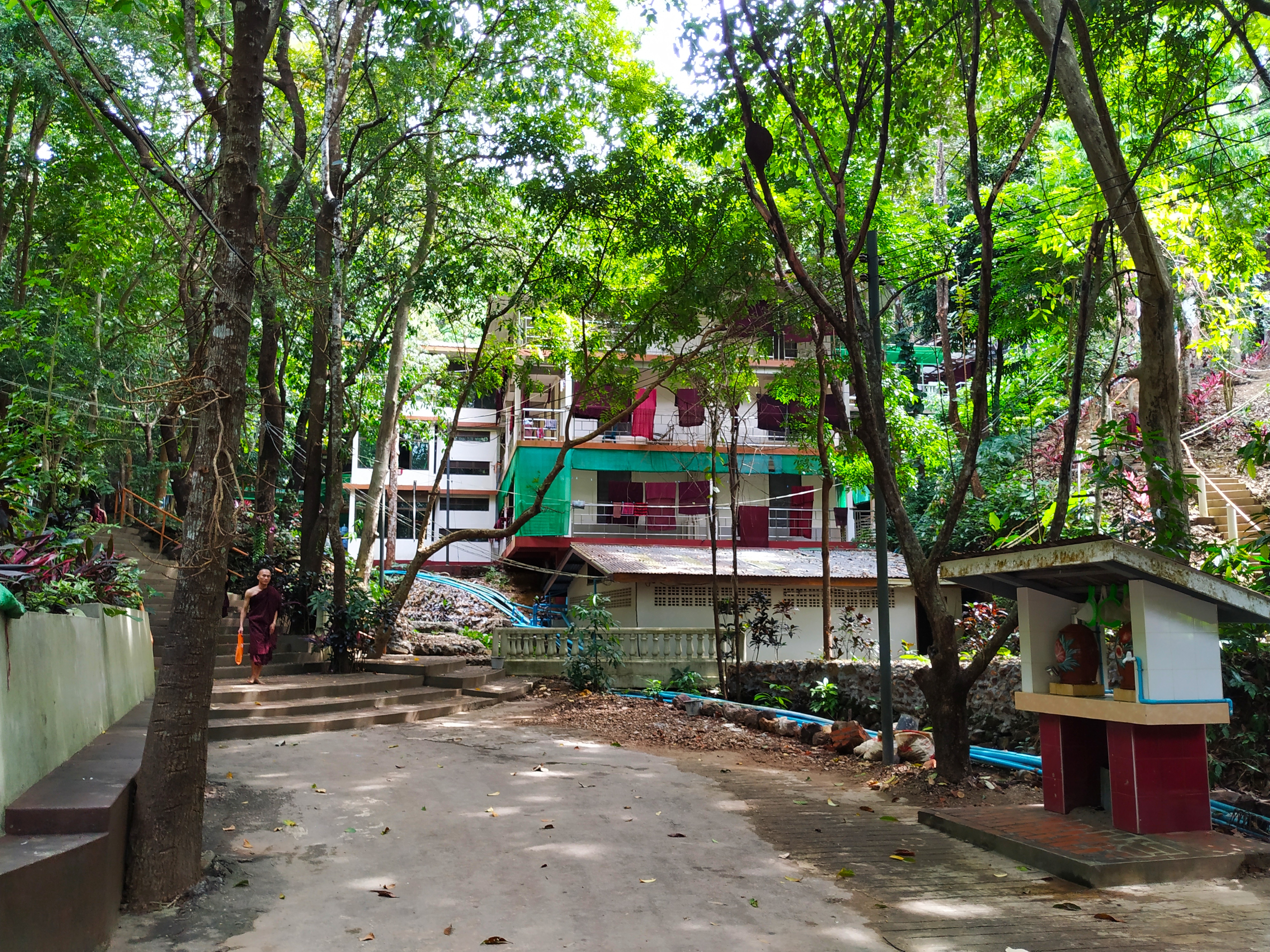

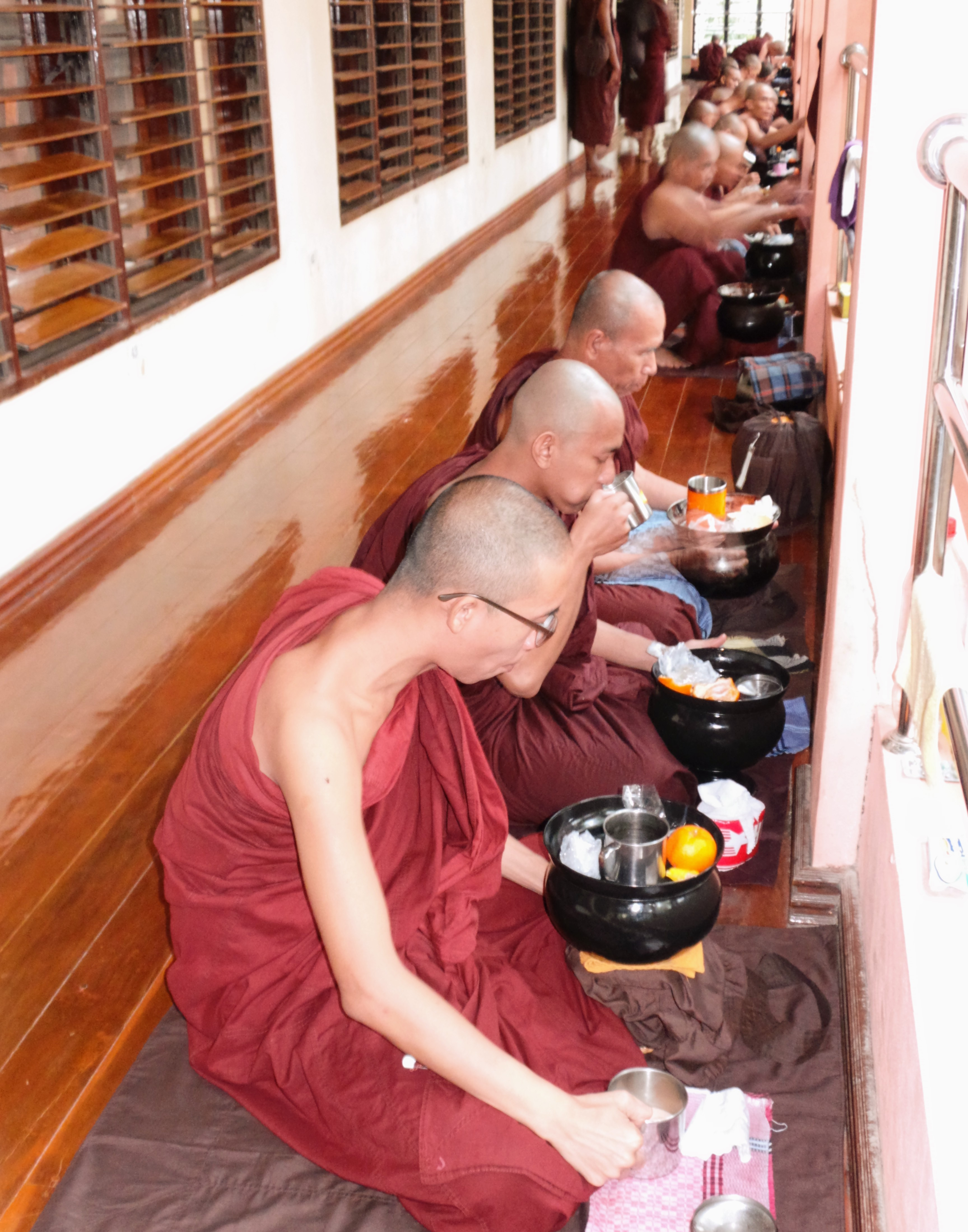

パオ森林僧院（Pa-Auk Tawya, 英: Pa-Auk Forest Monastery）とは、ミャンマーのモーラミャインにある上座部仏教の伝統に基づく森林派の僧院で、サマタ瞑想とヴィパッサナー瞑想の両方の教えと実践に重点を置いて修行している。グループの主要僧院であるパオ森林僧院瞑想センター本院（Pa-Auk Tawya Meditation Centre Main）などで構成される。
1981年に就任した第3代の僧院長であるパオ・サヤドー（ウ・アーチンナ）が主任指導者を務め、日本も含め海外からの修行者も広く受け入れている。サヤドーがパーリ語の三蔵と注釈書に基づき、体系的にまとめて実践し、復興したGotama Buddha（ゴータマ・ブッダァ）の修行体系を、世間では「パオ・メソッド」と呼んでいる。その体系は、Sīla（シーラ：戒、道徳）を厳守し、Samādhi（サマーディ：定、集中力）を養い、Paññā（パンニャー：慧）を得るための基盤を築くという三学（3段階の訓練）で構成されている。これはさらに、この生涯においてNibbāna （ニッバーナ：涅槃）を証悟するために必要となる、身（身体的行為）、口（言葉）、意（心）の汚染を体系的に浄化するための段階的な処方であるSatta Visuddhi（サッタビスッディ：七清浄、7段階の浄化）に細分化されている。しかし、本人は、この通称を好まない。その理由は、自身のオリジナル・メソッドでなくて、あくまでパーリ語の三蔵と注釈書に基づいたGotama Buddhaの修行体系Dhamma-Vinayaであるためである。

## 分院
パオ森林僧院は、2017年時点でミャンマー国内および海外に40を超える分院と関連センターを擁している。ミャンマー国内には29あり、ピンウールウィン (またはメイミョー) 、タンリン、パーアン、マンダレー、ダウェイ、クメイが含まれる。ヤンゴン市内には4つある。その中でも、2003年に設立されたヤンゴン北西郊外のHmawbi（モービ）にあるShwe-thitsar Tawya（シュエティサ森林僧院）が日本ではよく知られている。海外では、アメリカ合衆国、シンガポール、マレーシア、インドネシア、スリランカ、タイ、ネパール、中国、台湾にも分院等がある。その後もその数は増え続けている。

## 日本人の活動例
NHK「こころの時代」にも取り上げられた僧侶の山下良道は当僧院で比丘として出家し、修行をした。青森県出身、カナダ在住の僧侶・水源も当僧院で上座部仏教の修行をした。智鐘聖耀（1949年 - ）もパオ・サヤドーの瞑想法の全課程を修了したとされ、マハーカルナーもパオ森林僧院モーラミャイン本部でパオ・メソッドの全課程を修了したという。
日本テーラワーダ仏教協会の設立に携わり、同協会の初代会長でもあった鈴木一生は、当初はマハーシ・サヤドー瞑想センターの在家者向けにアレンジされたヴィパッサナー瞑想中心の瞑想を称揚していたが、後の2006年、シュエティサ森林僧院のクムド・セヤドーの下でパオの瞑想を体験し、サマタ瞑想の重要性を認めるようになった。

「パオ森林僧院（日本道場）」の設立は2013年9月1日であるという。パオ・サヤドーからパオ森林僧院日本支部の設立とパオ瞑想システムの指導の命を受けて帰国したと称する日本人僧マハーカルナーによって2013年5月から毎週、瞑想指導が開かれていたが、2016年11月時点で公式サイトの名称が「パオ森林僧院日本道場」から「マハーカルナー法友会」へと変更され、同時にパオ・サヤドーやパオ森林僧院に関するページ・記述の全てがサイト内から削除されている。その後、2018年1月にはマハーカルナーは、自身がパオ森林僧院の日本支部を立ち上げることやその運営をすることをパオ・サヤドーから頼まれたことは過去にないと述べた。なお、パオ森林僧院（日本道場）という団体は、パオ森林僧院の公式サイトに掲載されていない。